# Emil Väre
Emil (Eemeli) Ernst Väre (hette innan Vilén), född 28 september 1885 i Kärkölä, död 31 januari 1974, var en finsk brottare i grekisk-romersk stil.
Väre blev olympisk mästare i klassen lättvikt i grekisk-romersk brottning under OS 1912 i Stockholm. Åtta år senare vann han sin andra olympiska titel i brottning under olympiska sommarspelen 1920 i Antwerpen.